# Elettrone solvatato
Un elettrone solvatato è un elettrone che si trova in soluzione circondato da molecole di solvente. Si tratta di un'importante specie reattiva implicata nelle reazioni di trasferimento degli elettroni; il suo studio viene effettuato tramite la spettroscopia sfruttando l'assorbimento ottico.
I composti ionici in cui l'elettrone solvatato rappresenta la controparte anionica sono noti col nome elettruri.

## Storia
L'elettrone solvatato venne osservato, sebbene non ancora identificato, già nel XIX secolo. Nel 1808 Sir Humphry Davy osservò per la prima volta l'intensa colorazione blu ottenuta dissolvendo i metalli alcalini in ammoniaca. Successivamente fu W. Weyl, nel 1864, a osservare la medesima colorazione in soluzioni di ammoniaca, metilammina ed etilammina, constatando inoltre le proprietà riducenti di tali soluzioni. Oggigiorno è noto che la colorazione blu è dovuta alla formazione di un elettrone solvatato in seguito alla dissoluzione del metallo in solvente amminico. Ad esempio, nel caso del sodio si ottiene il catione Na+ e l'elettrone solvatato:
Na(s) → Na+ (solvatato) + e- (solvatato)
Nel 1907, in seguito a misure di conduttività elettrica in ammoniaca liquida, Charles Kraus mostrò che le soluzioni dei metalli alcalini si comportano da conduttori metallici, proponendo l'esistenza di un elettrone circondato da molecole di ammoniaca che si comporta da anione.

## Produzione degli elettroni solvatati
L'elettrone solvatato è una specie transiente particolarmente reattiva, per cui risulta comprensibile come l'efficacia del metodo utilizzato per la sua produzione sia legata al tempo di vita posseduto in un dato solvente. L'utilizzo di metalli alcalini dissolti in ammoniaca e solventi amminici, metodo storico di cui si è già parlato, si avvantaggia della stabilità relativamente alta in questi solventi (alcune ore). Ciò non è applicabile ad esempio nel caso in cui come solvente si utilizzi acqua, dato che gli elettroni solvatati si combinano tra loro non appena vengono prodotti.
L'elettrolisi è un altro metodo convenientemente utilizzabile usando ammoniaca liquida:
all'anodo: 4NH3 - 2e- → 2NH2· + 2NH4+ → N2H4 + 2NH4+
al catodo: NH3 + e- → eNH3- (elettrone solvatato)
Il metodo principalmente utilizzato consiste nella radiolisi, dove la dissociazione delle molecole attraverso radiazioni ionizzanti come raggi γ o raggi X provoca l'emissione di elettroni.
Un altro metodo utilizza radiazione ultravioletta o visibile, ad esempio utilizzando un fascio laser con energia di almeno 8 eV con acqua si ha il processo multifotonico
H2O + nhν → H2O+ + e- → eaq- + ·OH + H3O+